# James Esdaile
James Esdaile ( Montrose, Angus, Escócia, 06 de fevereiro de 1808  - 1859), é uma das figuras mais notáveis na história do mesmerismo por suas cirurgias sem dor antes da anestesia. Esdaile foi casado três vezes .

## Vida

### A educação
Ele era o filho mais velho do Rev.  James Esdaile e Margaret Blair, nascido em 06 de fevereiro de 1808 em  Montrose, Angus, Escócia. Ele estudou medicina na Universidade de Edimburgo  se formou em MD no ano de 1830.

### Na Índia

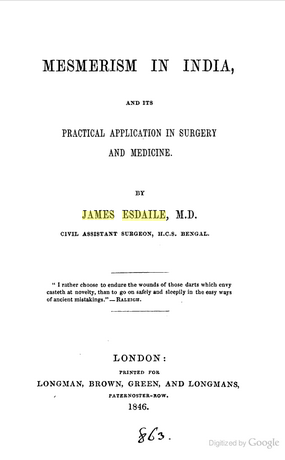
Mesmerismo na Índia

Em 1830, ele foi apontado como cirurgião assistente do Companhia Inglesa das Índias Orientais, e chegou em  Calcutá,  Bengal e em seguida, noa ano de 1831, à capital da Índia britânica. Após ter sofrido bronquite crônica e asma, desde a adolescência, Esdaile pensou que o clima diferente da Índia seria benéfico. Ele sofreu um colapso total e foi dado um prolongado licença de 1836 a 1838. 
Ele voltou de sua licença de Calcutá, e logo foi nomeado para o pequeno Hospital de  Hooghly; e, como consequência disso, também foi responsável pelo ambulatório da prisão local.

## Anestesia mesmérica
Em 4 de Abril de 1845, Esdaile realizou seu primeiro procedimento mesmérico:
| “ | Em 4 de Abril 1845, [Esdaile] estava tratando um condenado aflitos com double hidrocele. A drenagem e injeção de um lado do escroto fez com que o paciente tanta dor que Esdaile determinado a tentar mesmerismo sobre ele para a segunda operação ... ele foi bem sucedido na prestação do analgésico condenado, e logo começou a experimentar com mesmerism tanto como um meio de produzir analgesia em casos cirúrgicos, e como um método de tratamento para os médicos. | ” |

Por sua própria aplicação, Esdaile nunca tinha visto um ato magnético; mas, dado o nível de dor deste paciente específico, e o conhecimento que ele tinha adquirido, de temas lidos, ocorreu-lhe que o magnetismo animal poderia ser de grande valor:
| “ | Ao vê-lo [o paciente] sofrendo desta maneira, eu me virei para o cirurgião sub-assistente nativo, um "élève" [aluno] da faculdade de medicina, e perguntei se ele já tinha estudado Mesmerismo? Ele argumentou, que tinha visto, mas que tentou na faculdade de medicina, porém, sem efeito. Sobre o qual eu disse: "Eu tenho uma grande vontade de testar sobre este homem, mas como eu nunca o vi praticado, e sei que só pela leitura, provavelmente não devo ter êxito." | ” |

Esdaile teve sucesso.
Aplicado por Esdaile, o ato mesmerico era um procedimento exaustivo:
| “ | O método de Esdaile era tornar o paciente deitado no quarto escuro, vestindo apenas uma tanga, e [Esdaile ficaria] passando várias vezes as mãos em forma de garras, lentamente sobre o corpo [do paciente], à uma polegada da superfície, da parte de trás da cabeça até a boca do estômago, respirando suavemente sobre a cabeça e os olhos o tempo todo, ele parece ter-se sentado atrás do paciente, inclinando-se sobre ele quase cabeça a cabeça e ter colocado a sua mão direita por longos períodos sobre a boca do estômago. | ” |

Como consequência, Esdaile, cuja saúde própria estava longe de ser boa, logo começou a delegar esse trabalho exaustivo, que quando necessário, implicaria " [ter] um paciente magnetizado por horas a cada dia, por dez ou doze dias, [aos seus] assistentes nativos, salvando sua própria força, para a realização da cirurgia " .
Em um curto espaço de tempo, Esdaile tinha ganho uma grande reputação entre as comunidades europeias e indígenas pela cirurgia indolor, especialmente nos casos dos "tumores" escrotais, que eram  endemia, em Bengala naquela época  devido a filariose (semelhante a elefantíase) que era transmitida por mosquitos.
A anestesia hipnótica de Esdaile foi extremamente segura:
| “ | Eu imploro, para o estado, para a satisfação daqueles que ainda não têm um conhecimento prático do assunto, pois eu vi, há consequências que surgem a partir de pessoas que está sendo operado, quando em sonambulismo magnético. Casos ocorreram na qual nenhuma dor foi sentida, mesmo após a operação; as feridas se cura em poucos dias; e de resto, não tenho visto nenhuma indicação de qualquer lesão constituida na ciruegia para ser refeito. Pelo contrário, parece-me ter sido salvo, eis que a perturbação constitucional tem sido menos do que em circunstâncias normais. [...] Não houve uma morte entre os casos operados | ” |

Em 1846, o trabalho de Esdaile com a cirurgia indolor realizadas em Hoogly tinha chegado ao conhecimento do vice-Governador de Bengala, Sir Herbert Maddocks. Maddocks nomeou uma comissão de sete funcionários respeitáveis (médicos e não-médicos) para investigar as alegações de Esdaile. A comissão apresentou um relatório positivo (em 09 de outubro de 1846), e um pequeno hospital em Calcutá foi colocado à sua disposição em novembro 1846 .
Em 1848, um hospital mesmerico financiado inteiramente por subscrição pública foi aberto em Calcutá especialmente para o trabalho de Esdaile. O qual doi fechado 18 meses mais tarde pelo vice-governador de Bengala, Sir John Littler .
Em 1848,  Lord Dalhousie, o governador-geral da Índia, nomeou Esdaile para a posição de Cirurgião da Presidência e em 1850, enquanto não apoiava a continuação do hospital mesmerico em Calcutá, Dalhousie por ter muito apreço por Esdaile e seu trabalho, ele o nomeou para o cargo de Cirurgião da Marinha.

### Publicações de James Esdaile
- (em inglês) Letters from the Red Sea, Egypt, and the Continent, Calcutta, 1839

- (em inglês) Mesmerism in India, and its Practical Application in Surgery and Medicine, Longman, Brown, Green, and Longmans, Londres, 1846

- (em inglês) Natural and Mesmeric Clairvoyance, With the Practical Application of Mesmerism in Surgery and Medicine, Hippolyte Bailliere, Londres, 1852

### Referencido por outros autores
- (em inglês) Ernst, W., "“Under the Influence” in British India: James Esdaile's Mesmeric Hospital in Calcutta, and its Critics", Psychological Medicine, Vol.25, No.6, Novembre 1995, pp.1113-1123.

- (em inglês) Ernst, W., "Colonial Psychiatry, Magic and Religion. The Case of Mesmerism in British India", History of Psychiatry, Vol.15, No.57, Part 1, Mars 2004, pp.57-71.

- (em inglês) Gauld, A., A History of Hypnotism, Cambridge University Press, Cambridge, 1992

- (em inglês) Pulos, L., "Mesmerism Revisited: The Effectiveness of Esdaile's Techniques in the Production of Deep Hypnosis and Total Body Hypnoanaesthesia", American Journal of Clinical Hypnosis, Vol.22, No.4, Avril 1980, pp.206-211.

- (em inglês) Schneck, J.M., "James Esdaile, Hypnotic Dreams, and Hypnoanalysis, Journal of the History of Medicine, Vol.6, No.4, Autumn 1951, pp.491-495.

- (em inglês) Waltraud Ernst, Esdaile, James (1808–1859), Oxford Dictionary of National Biography 2004